# Separate Vacations
Pour plus de détails, voir Fiche technique et Distribution.
Separate Vacations est un film canadien réalisé par Michael Anderson, sorti en 1986.

## Fiche technique
- Titre : Separate Vacations
- Réalisation : Michael Anderson
- Scénario : Robert Kaufman
- Photographie : François Protat (en)
- Musique : Hans Zimmer et Stanley Myers
- Pays de production : Canada
- Format : Couleurs - Mono
- Genre : comédie
- Durée : 91 minutes
- Date de sortie : 1986

## Distribution
- David Naughton : Richard Moore
- Jennifer Dale : Sarah Moore
- Mark Keyloun : Jeff Ferguson
- Lally Cadeau (en) : Shelley
- Jackie Mahon : Annie Moore
- Jay Woodcroft : Bobby Moore
- Lee-Max Walton : Donald Moore
- Tony Rosato : Harry Blender
- Laurie Holden : Karen
- Sherry Miller : Sandy
- Blanca Guerra : Alicia
- Harvey Atkin : Henry Gilbert
- Rebecca Jones : une fille à la piscine